# Euxoa costacoerulea
Euxoa costacoerulea là một loài bướm đêm trong họ Noctuidae.